# Operação Traíra
A Operação Traíra foi uma resposta do governo e forças armadas brasileiras, com apoio do exército colombiano, a um ataque, feito pelas FARC, contra um dos seus destacamentos no seu lado do rio Traíra, em fevereiro de 1991.
Em 26 de fevereiro de 1991, um grupo de cerca de 40 guerrilheiros das Forças Armadas Revolucionárias da Colômbia (FARC), que se autodenominava "Comando Simon Bolívar", invadiu o território brasileiro, próximo a fronteira entre Brasil e Colômbia, às margens do Rio Traíra no Estado do Amazonas, e atacou de surpresa o Destacamento Traíra do Exército Brasileiro, que estava em instalações semipermanentes e possuía  apenas 17 militares, efetivo muito inferior a coluna guerrilheira que o atacara. Operações de inteligência afirmam que o ataque foi motivado pela repressão exercida pelo destacamento de fronteira ao garimpo ilegal na região, uma das fontes de financiamento das FARC.  Nesse ataque morreram três militares brasileiros e nove ficaram feridos. Várias armas, munições e equipamentos foram roubados.

## Resposta militar
Imediatamente as Forças Armadas do Brasil, autorizadas pelo presidente Fernando Collor de Mello e com o conhecimento e apoio do Presidente colombiano César Gaviria Trujillo, deflagraram secretamente a Operação Traíra, com o objetivo de recuperar o armamento roubado e desencorajar novos ataques. Uma reunião bilateral entre representantes do Brasil e da Colômbia em caráter urgente foi realizada em Leticia, na Colômbia, no dia 9 de março, em que planos de ação foram discutidos e traçados. Ambas as delegações concordaram sobre compartilhar, de imediato e também ao longo das semanas seguintes, informações sobre atividades subversivas, terroristas ou ligadas ao narcotráfico.

### Força Aérea Brasileira
A Força Aérea Brasileira apoiou a Operação Traíra, com seis helicópteros de transporte de tropas H-1H, seis aeronaves de ataque ao solo AT-27 Tucano e aviões de apoio logístico C-130 Hércules e C-115 Búfalo.

### Marinha do Brasil
A Marinha do Brasil apoiou a Operação Traíra com um Navio Patrulha Fluvial, que ficou baseado em Vila Bittencourt, cooperando com o apoio logístico e garantindo a segurança daquela região.

### Exército Brasileiro
O Exército Brasileiro enviou suas principais tropas de elite, elementos de forças especiais e de comandos e do Batalhão de Forças Especiais (atuais 1.º Batalhão de Forças Especiais e 1.º Batalhão de Ações de Comandos), e também guerreiros de selva do até então 1º Batalhão Especial de Fronteira, para atacar a base guerrilheira que se encontrava em território colombiano, próxima a fronteira. Também apoiaram, militares do 1.º Batalhão de Infantaria de Selva, principal unidade do Comando Militar da Amazônia. O Comando de Aviação do Exército se fez presente fornecendo o meio de transporte utilizado pelos combatentes empregados na missão, 4 helicópteros de manobra HM-1 Pantera, 2 helicópteros de reconhecimento e ataque HA-1 Esquilo.
Atuaram como voluntários no reconhecimento o primeiro tenente Castelhano, primeiro tenente Bardaro e terceiro sargento Campos.

### Exército Colombiano
O Exército Colombiano apoiou a Operação Traíra com o Batalhão Bejarano Muñoz, acredita-se que tenha bloqueado a rota de fuga dos guerrilheiros, caso tentassem fugir do ataque do Exército Brasileiro.

## Consequências
O saldo da Operação Traíra foi o de 12 guerrilheiros mortos, "inúmeras" prisões entre as redes de apoio das FARC, e a recuperação da maior parte do armamento e equipamento roubados.